# Ian Cameron Esslemont
Ian Cameron Esslemont, född 1962, är en kanadensisk författare och utbildad arkeolog. Han är mest känd för sin romanserie Novels of the Malazan Empire (finns ej översatt till svenska), som utspelar sig i samma värld som Steven Eriksons fantasybokserie Malazan Book of the Fallen (finns ej översatt till svenska). Esslemont skapade denna värld tillsammans med Erikson när de spelade rollspel tillsammans under 1980- och 1990-talet.